# هارفي لورد
هارفي لورد (بالإنجليزية: Harvey Lord)‏ هو منافس ألعاب قوى أمريكي، ولد في 13 أغسطس 1878 في إيفانستون في الولايات المتحدة، وتوفي في 3 مايو 1920 في شيكاغو في الولايات المتحدة.

## وصلات خارجية
- هارفي لورد على موقع أوليمبيديا (الإنجليزية)